# Walter Schultze
Walter Schultze, född 1 januari 1894 i Hersbruck, död 16 augusti 1979 i Krailling, var en tysk promoverad läkare, nazistisk politiker och SS-Gruppenführer. Mellan 1935 och 1944 var han Reichsdozentenführer, det vill säga ordförande för det nationalsocialistiska förbundet för universitetsföreläsare. Schultze var därtill riksdagsledamot och Obergruppenführer i SA.
Schultze deltog i Tredje rikets så kallade eutanasiprogram Aktion T4, inom vilket omkring 70 000 psykiskt och fysiskt funktionshindrade personer mördades. År 1960 dömdes Schultze till fyra års fängelse för medhjälp till mord på 380 funktionshindrade personer.